# Augusta Finch
Augusta Legge, comtesse de Dartmouth (18 février 1822 - 1er décembre 1900), née Lady Augusta Finch, est une philanthrope anglaise.

## Biographie
Élevée dans le Warwickshire, elle est la fille de Heneage Finch (5e comte d'Aylesford), et de son épouse, Lady Augusta Sophia Greville  fille de George Greville (2e comte de Warwick).
Elle épouse William Legge (5e comte de Dartmouth), le 9 juin 1846. Ils ont deux fils, William Legge (6e comte de Dartmouth) (1851–1936), et l'honorable Sir Henry Legge (courtisan) (en) (1852–1924), et quatre filles, décédées célibataires .
En 1853, elle fonde une école à Birmingham dans son ancienne résidence, Sandwell, lorsqu'elle et son mari déménagent à Patshull Hall, près de Wolverhampton . Laetitia Frances Selwyn dirige l'école Sandwell qui est ouverte aux filles pour se former comme domestiques. Au moment de sa fermeture en 1891, il a étendu sa gamme aux gouvernantes et même aux emplois industriels sans distinction de sexe .
Devenue veuve, elle se consacre à des œuvres sociales, notamment en fondant une union locale de mères et un foyer pour garçons orphelins. Elle a croisé des poulets pour créer le nain andalou.
Elle est décédée à Woodsome Hall près de Huddersfield en 1900 .